# Берно су Пуји
Берно су Пуји (фр. Bellenot-sous-Pouilly) насеље је и општина у источном делу централне Француске у региону Бургоња, у департману Златна обала која припада префектури Бон.
По подацима из 2011. године у општини је живело 238 становника, а густина насељености је износила 16,27 становника/km². Општина се простире на површини од 14,63 km². Налази се на средњој надморској висини од 428 метара (максималној 570 m, а минималној 352 m).

## Демографија
| 1962. | 1968. | 1975. | 1982. | 1990. | 1999. | 2011. |
| ----- | ----- | ----- | ----- | ----- | ----- | ----- |
| 219   | 233   | 178   | 183   | 188   | 198   | 238   |

График промене броја становника у току последњих година